# Lotononis bainesii
Lotononis bainesii är en ärtväxtart som beskrevs av John Gilbert Baker. Lotononis bainesii ingår i släktet Lotononis och familjen ärtväxter. Inga underarter finns listade i Catalogue of Life.